# Leah Fritz
Leah Fritz, född 1931 i New York, död 2020 i London, var en amerikansk feminist.
Fritz var engagerad i medborgarrättsrörelsen och i proteserna mot Vietnamkriget. Hon anslöt sig till kvinnorörelsen då hon deltog i protesterna mot Miss America-tävlingen i Atlantic City 1968. Hon skrev artiklar och essäer, av vilka ett urval publicerades i Thinking Like a Woman (1975). Hon skrev även Dreamers and Dealers (1979), en personlig historieskildring och en kritik av den samtida amerikanska kvinnorörelsen.